# Gwendolyn Bradley
Gwendolyn Bradley (Bradley-Willemann) — amerykańska śpiewaczka, sopran liryczno-koloraturowy. 
Pochodzi z Bishopville w  Karolinie Południowej. Jej repertuar sceniczny obejmuje utwory począwszy od baroku aż po XX wiek, znajdują się w nim dzieła Witolda Lutosławskiego i Jana Kanty Pawluśkiewicza.

## Życiorys
Bradley debiutowała w roku 1976 rolą Nannetty w operze Verdiego Falstaff w Lake George Opera. Od 1981 występowała na scenie Metropolitan Opera śpiewając rolę Zerbinetty w Ariadne auf Naxos, Blondchen w Die Entfuhrung aus dem Serial, Gildy z Rigoletta, Fiakermilli w Arabelli, Clary w Porgy and Bess, tytułową rolę z Le Rossignol Strawińskiego i Olympię z Le Conte d'Hoffmann.
Jej europejski debiut miał miejsce w 1983 na scenie Netherlands Opera w tytułowej roli Rodelindy Haendla. W Berlinie po raz pierwszy występowała w 1987 na scenie Deutsche Opera rolą Gildy w "Rigoletto" Verdiego.
23 czerwca 1994 roku na Błoniach krakowskich Gwendolyn Bradley wystąpiła (obok Elżbiety Towarnickiej, Bożeny Zawiślak-Dolny oraz Andrzeja Bieguna) w światowej premierze poematu symfonicznego „Harfy Papuszy”. Muzykę do wierszy cygańskiej poetki Bronisławy Wajs-Papuszy napisał Jan Kanty Pawluśkiewicz. 
19 czerwca 2008 Gwendolyn Bradley odwiedziła Jasną Górę, gdzie w Kaplicy Matki Bożej, przed Cudowną Ikoną artystka zaśpiewała jedną z pieśni negro spirituals Give me Jesus, a towarzyszący jej znany polski śpiewak operowy, baryton Janusz Wolny, popularną pieśń Czarna Madonna. Na zakończenie wizyty w klasztorze, podczas transmitowanego przez TV Trwam Apelu Jasnogórskiego artyści wspólnie zaśpiewali utwór Panis Angelicus.
1 lipca 2008 Gwendolyn Bradley wystąpiła na XIV Międzynarodowym Festiwalu Muzycznym im. Krystyny Jamroz w Busku-Zdroju. Dwukrotnie (6 lipca 2003 i 3 lipca 2008) występowała w ramach Międzynarodowego Festiwalu Muzycznego w Mielcu.
Wśród dyrygentów, pod dyrekcją których śpiewała Bradley, są m.in.: Zubin Mehta (New York Philharmonic/Israeli Symphony), Riccardo Muti (Philadelphia Orchestra), Mstisław Rostropowicz i Rafael Frühbeck de Burgos (Washington National Symphony Orchestra), Charles Dutoit (Montreal Symphony/Philadelphia Orchestra), André Previn (Pittsburgh Symphony), Michael Tilson Thomas (Los Angeles Philharmonic), Marek Janowski, Hans Graf, Christopher Hogwood, Ralf Weikert, Victor Pablo Perez i Lorin Maazel.